# Facoemulsificación

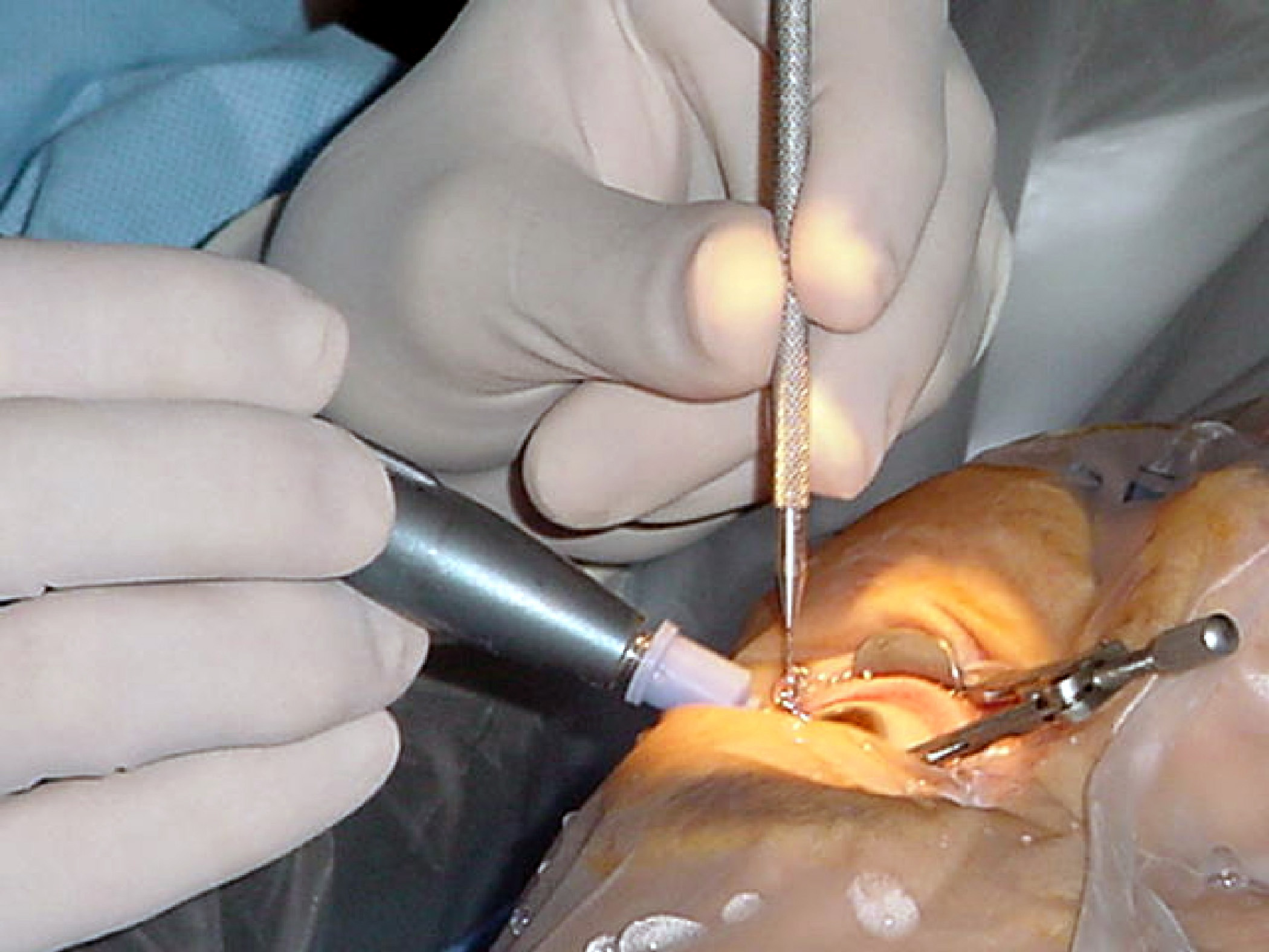
Cirugía de cataratas mediante la técnica de facoemulsificación. El cirujano tiene es su mano derecha la "sonda de ultrasonido" y en su izquierda la sonda con el "trozador".

La facoemulsificación es un técnica quirúrgica moderna muy utilizada para la operación de cataratas en la que la lente interna del ojo se emulsiona con una herramienta de mano ultrasónica y se aspira del ojo. Los líquidos aspirados se reemplazan con irrigación de solución salina equilibrada para mantener la cámara anterior.
Esta técnica fue desarrollada a comienzos de la década de 1990.

## Pasos
Esta técnica consta de los siguientes pasos:
1. Entrada al ojo: a través de una pequeña incisión de tipo autosellante (la mayoría de las veces no necesita suturas) que posee un diámetro de  2,8 a 3,2 mm. Últimamente se están desarrollando técnicas de facoemulsificacíon usando incisiones menores (1.5mm / 2.0mm).
2. Apertura de la cápsula del cristalino: la membrana externa que envuelve al cristalino (cápsula del cristalino) es abierta cuidadosamente por su cara anterior. Luego a través de esta abertura y dentro de esa “bolsa capsular” se realizará la fragmentación y aspiración del cristalino afectado de catarata.
3. Facoemulsificación: se realiza con una sonda ultrasónica equipada con una aguja hueca de titanio de 0,9 mm de diámetro, la cual vibra longitudinalmente de atrás para adelante entre 30 000 y 60 000 veces por segundo (30 a 60 kHz), actuando así como un cincel o escoplo sobre el cristalino fragmentándolo en partículas (facoemulsificación), que son aspiradas al mismo tiempo a través del conducto de la sonda de ultrasonidos. Se suele utilizar simultáneamente una sonda "trozadora" que ayuda a cortar el cristalino en trozos.
4. Colocación de la lente intraocular: luego de la facoemulsificación se introduce una lente intraocular plegable (bien con pinzas o con inyectores especiales que no requieren ampliar la incisión realizada), que se despliega dentro del “saco capsular”, y se finaliza la cirugía sin necesidad de suturas.

## Ausencia de dolor
La técnica de la facoemulsificación no es dolorosa ni durante ni después de la operación. De hecho esta cirugía puede realizarse con anestesia tópica (gotas) sin necesidad de inyecciones.

## Cuidados postoperatorios
El paciente usará colirios (antibióticos y antiinflamatorios) durante 15 días aproximadamente. El mayor cuidado será no frotarse los ojos durante los primeros 20 días, luego lo podrán hacer con cuidado. Las tareas laborales “de escritorio” podrán reanudarse a la semana con un lente provisorio para la lectura. Las actividades deportivas podrán practicarse a partir de los 15 días de acuerdo a las características de las mismas y el uso de gafas oscuras será necesario siempre que moleste la luz durante el periodo de recuperación.

## Ventajas de esta técnica
Sus ventajas son:
- Incisión muy pequeña
- Rápida rehabilitación visual
- Pronta reanudación de las actividades cotidianas
- Menor inflamación ocular
- Menor astigmatismo postoperatorio

## Riesgos
La facoemulsificación es una  de las técnicas quirúrgicas más seguras y precisas de la oftalmología moderna, pero como en cualquier cirugía siempre existen riesgos, aunque estos son mínimos. La complicación más frecuente es la opacificación de la cápsula posterior, que se resuelve mediante una capsulotomía posterior con técnica láser.

## Uso de lentes
La mejoría visual sin lentes es muy notable en los pacientes operados de cataratas, y la mayoría pueden realizar sus actividades normales de visión lejana sin necesidad de anteojos, pero para leer tendrán que utilizar lente y posiblemente alguna graduación baja para ver detalles a lo lejos.